# Suleja
Suleja – miasto w Nigerii, w stanie Niger. Według danych szacunkowych na rok 2009 liczy 146 810 mieszkańców.